# انجمن ادبیات کتاب مقدس
انجمن ادبیات کتاب مقدس (انگلیسی: Society of Biblical Literature) یک انجمن علمی مستقر در ایالات متحده آمریکا است که به مطالعه آکادمیک کتاب مقدس و ادبیات باستانی مرتبط اختصاص دارد. مأموریت فعلی آن «تقویت دانش کتاب مقدس» است. عضویت برای عموم آزاد است و شامل بیش از ۸۳۰۰ نفر از بیش از ۱۰۰ کشور است.